# 333 Bush Street
333 Bush Street je mrakodrap v centru kalifornského města San Francisco. Má 36 pater a výšku 151 metrů, je tak 19. nejvyšší mrakodrap ve městě. Byl dokončen v roce 1986 a za designem budovy stojí firma Skidmore, Owings and Merrill. V budově se nachází kancelářské prostory.